# Phytomyptera walleyi
Phytomyptera walleyi là một loài ruồi trong họ Tachinidae.